# Peștera Hölloch

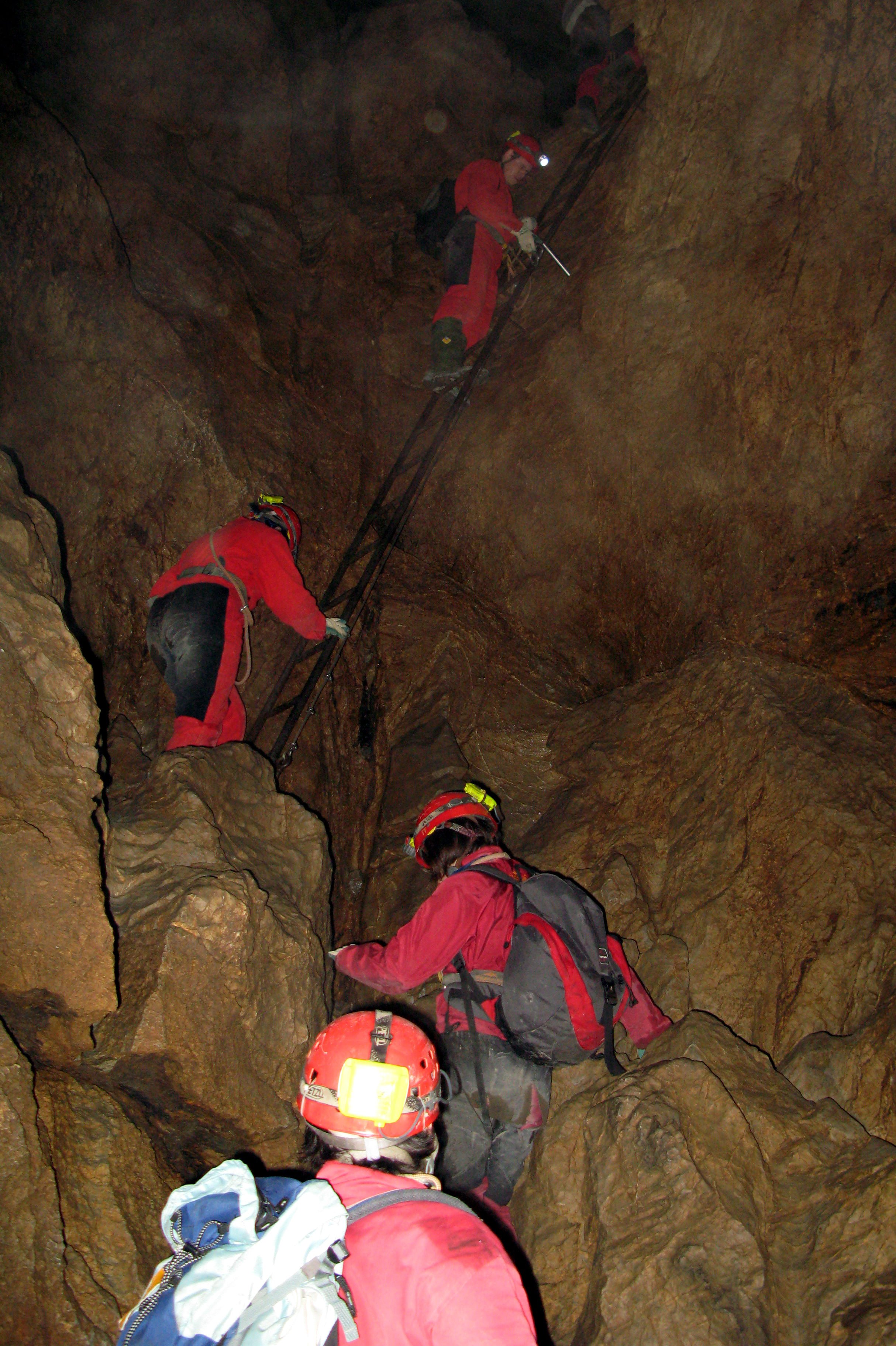
Peștera Hölloch

Peștera Hölloch este o peșteră cu o lungime de 196 km; este situată între râul Muota și zona trecătorii montane Pragel (Pragelpass) din Valea Muota (Muotatal) în cantonul Schwyz în Elveția. 

## Date generale
Diferența între punctul cel mai înalt și punctul cel mai de jos este de 939 m. Explorarea inițială a început în 1875 și a fost condusă de Alois Ulrich. O mare parte din explorarea aceastei peșteri a fost condusă de Alfred Bogli. Lungimea explorată peșterii a crescut de la 25 km în 1952 la 100 km în 1968 (a fost prima peșteră din lume care a fost explorată pe o lungime ce a atins 100 km).

## Galerie de imagini

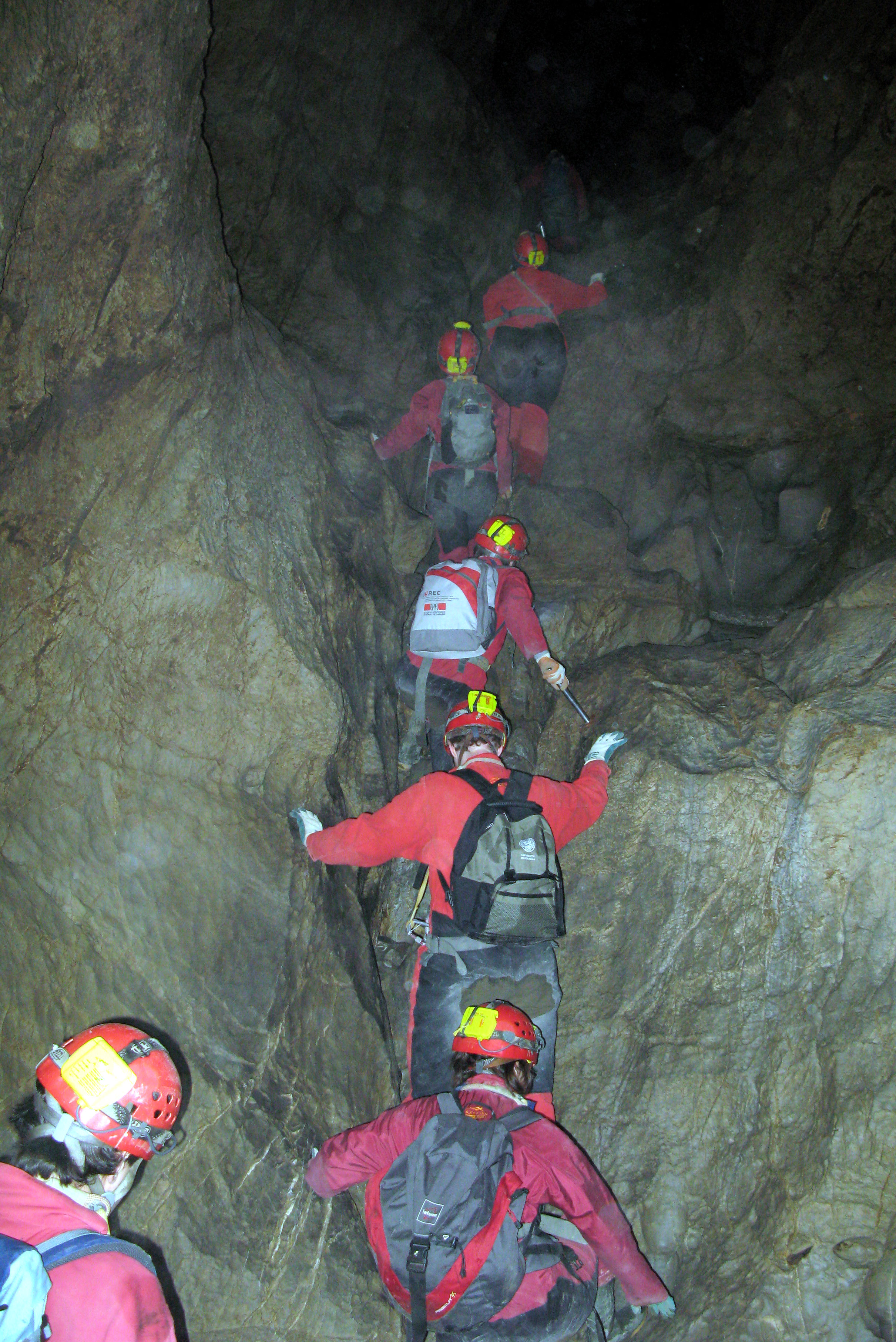
Speologi
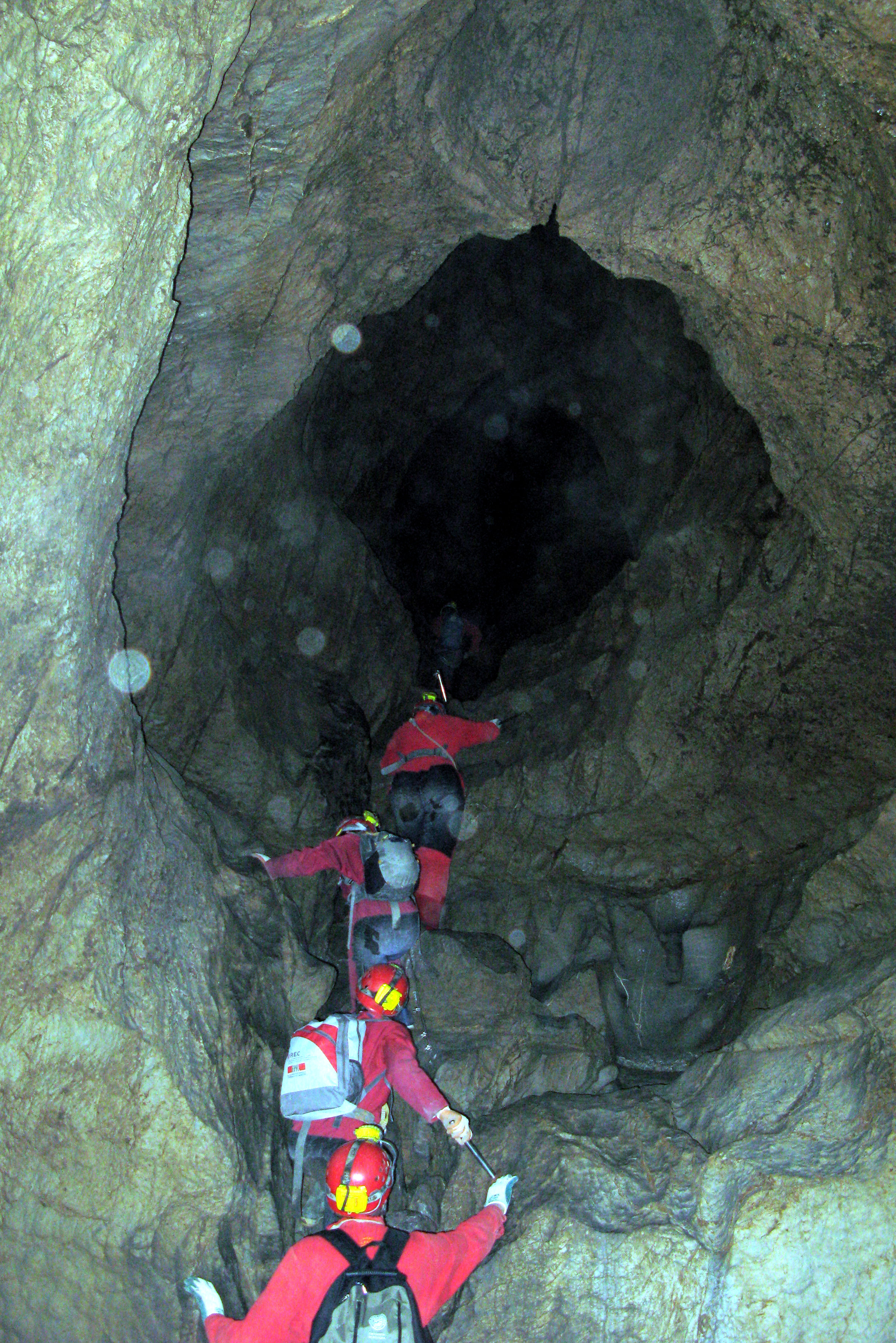
Speologi
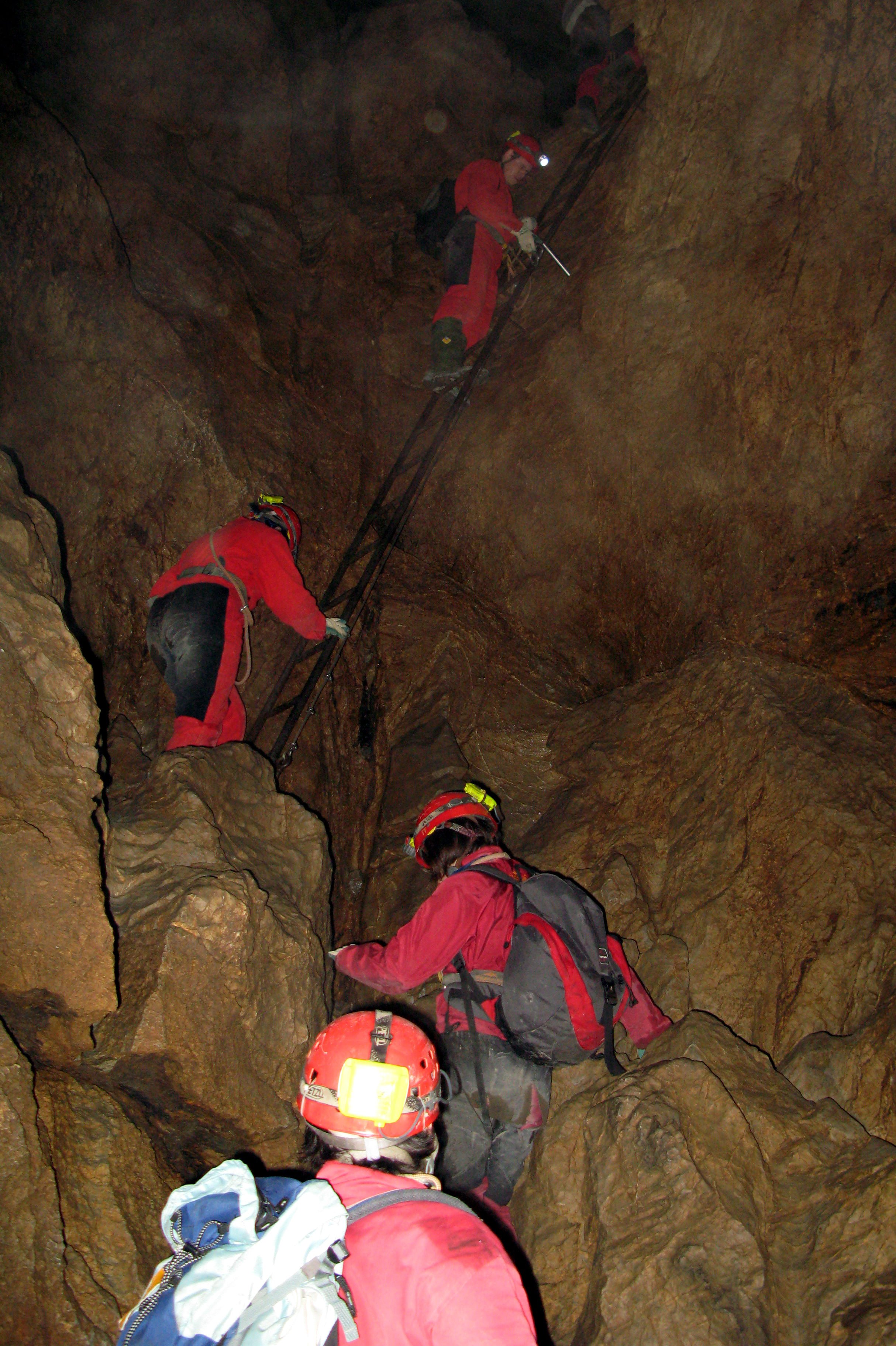
Speologi
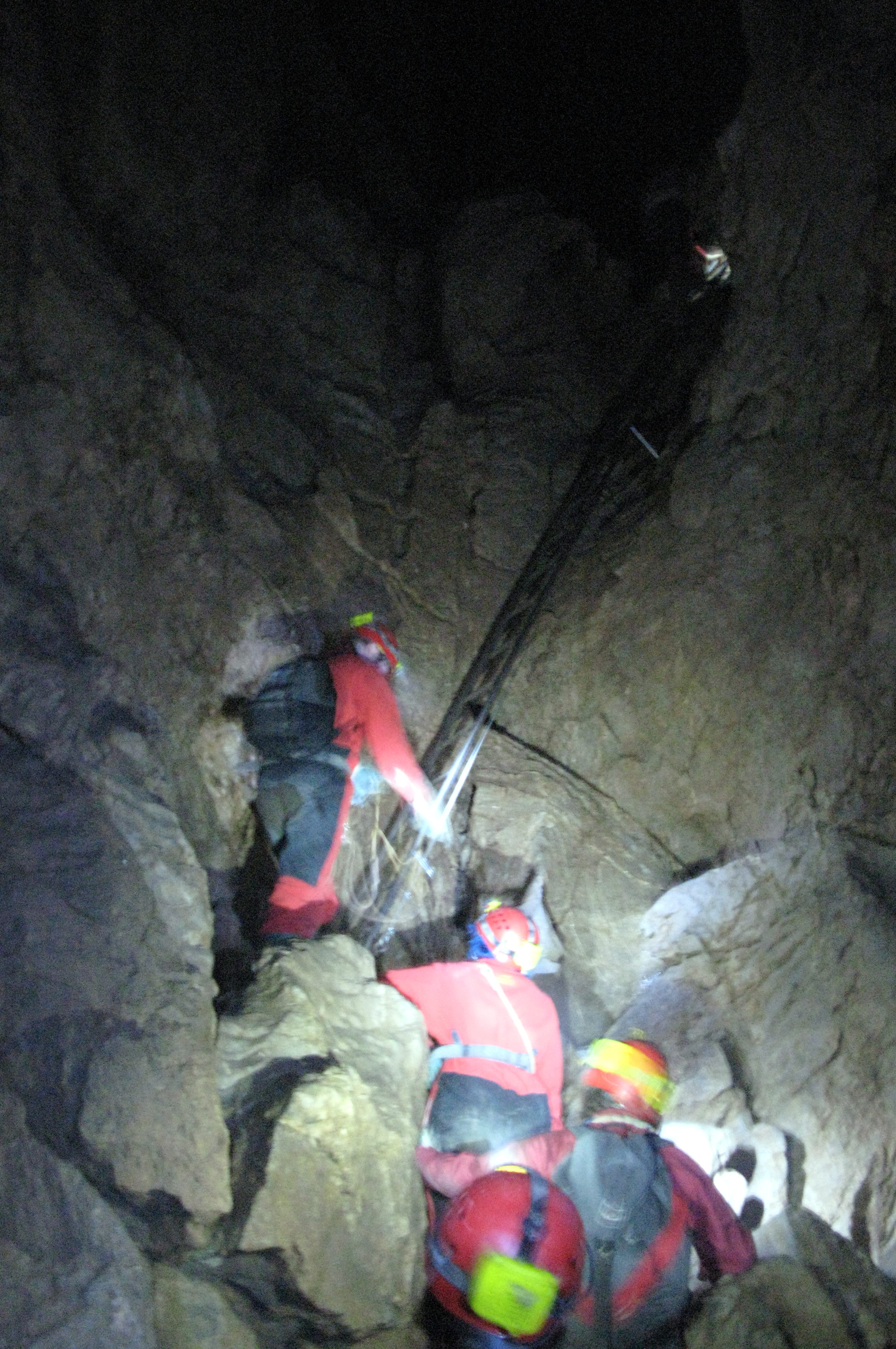
Speologi